# Johanniterkommende Zum Heiligen Grab (Mainz)

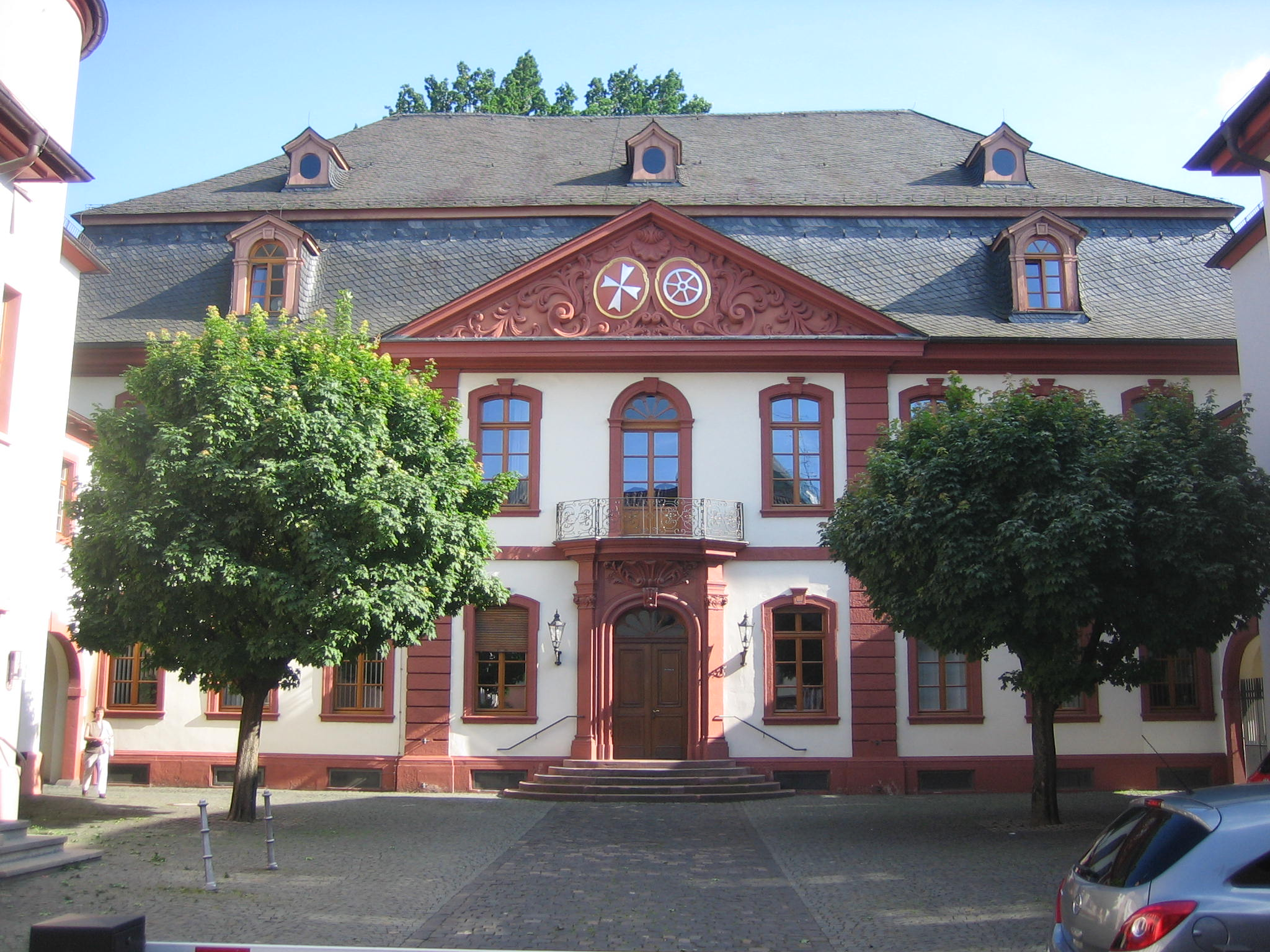
Der Ehrenhof des Ensembles mit Blick auf das Corps de logis

Die Johanniterkommende Zum Heiligen Grab, auch Malteser Kommenturhaus, ist ein Bau in barocker Architektur am Bischofsplatz 2 in der Altstadt von Mainz. Ursprünglich beherbergte das Gebäude die Mainzer Niederlassung (Kommende) des Johanniterordens (heute Souveräner Malteserorden). Heute ist es Eigentum des Bistums Mainz und Sitz des Bischöflichen Ordinariats.

## Geschichte
Die Johanniterkommende wurde 1281 gegründet. Möglicherweise wurde das Gebäude von den Chorherren vom Heiligen Grab übernommen. Die Heilig-Geist-Kapelle stammt bereits aus dem 12. Jh. Zwischen 1306 und 1502 unterstand der Kommende die Niederlassung in Hangen-Weisheim, von 1325 bis 1367 die Wormser Niederlassung als membrum.
Die Gebäude wurden zwischen 1740 und 1748 an der Stelle errichtet, an der sich vorher ein großer viereckiger Wohnturm im gotischen Stil befand.
Nachdem der Johanniterorden 1803 im Zuge der Säkularisation aufgelöst wurde, beherbergte das Gebäude unter Napoleon 1813–1814 eine Artillerieschule, die der Général de brigade Jean Nicolas Humbert de Fercourt leitete. Danach beherbergte es bis 1918 die Geniedirektion der Festung Mainz.
Zwischen 1930 und dem Zweiten Weltkrieg wurden die Gebäude durch Franziskaner genutzt. Die beiden Seitenflügel wurden während der Luftangriffe auf Mainz 1945 schwer beschädigt. Die Kommende wurde ab 1954 restauriert, 1969 wurde das Bischöfliche Ordinariat hier untergebracht.
Die Kapelle der Johanniterkommende wurde erst in den 1960er Jahren niedergelegt. Die Fundamente des Drei-Konchen-Chors wurden vor 1998 wiederentdeckt.

## Architektur
Die Johanniterkommende wurde von Johann Caspar Bagnato, Baudirektor der Deutschordensballei Schwaben-Elsass-Burgund, unter Beteiligung von Anselm Franz von Ritter zu Groenesteyn, Hofkavalierarchitekt des Kurfürst-Erzbischofs von Mainz, und dem Palier Ferdinand Weitzenegger errichtet. Das Gebäude ist ein luxuriöses und geräumiges Ensemble, solitär gebaut. Es weist typische Elemente des Klassizismus auf und hat ein zentrales Hauptgebäude mit einem dreieckigen Giebel, sowie zwei separate Pavillons, die dem Corps de Logis vorgelagert sind. Im Dreiecksgiebel sind das Malteserkreuz und das Mainzer Rad als Allianzwappen abgebildet. Zur Straße hin ist das Ensemble durch ein schmiedeeisernes Tor abgegrenzt. Auf den Pfeilern des Tores befinden sich kettenbehangene Kugelbomben, aus denen Flammen schlagen, als Allegorie für die französische Artillerieschule.